# Карпјано
Карпјано (итал. Carpiano) је насеље у Италији у округу Милано, региону Ломбардија.
Према процени из 2011. у насељу је живело 3352 становника. Насеље се налази на надморској висини од 91 м.

## Становништво
| 1931. | 1936. | 1951. | 1961. | 1971. | 1981. | 1991. | 2001. | 2011. |
| ----- | ----- | ----- | ----- | ----- | ----- | ----- | ----- | ----- |
| 1.614 | 1.644 | 1.688 | 1.596 | 1.343 | 1.281 | 2.180 | 2.409 | 3.976 |